# Wólka Strońska
Wólka Strońska [pronunciación en polaco: /ˈvulka ˈstrɔɲska/] es un pueblo ubicado en el distrito administrativo de Gmina Regnów, dentro del Distrito de Rawa, Voivodato de Łódź, en Polonia central. Se encuentra aproximadamente a 5 kilómetros al sureste de Regnów, a 14 kilómetros al sureste de Rawa Mazowiecka, y a 68 kilómetros al este de la capital regional Łódź.